# Deens voetbalelftal in 2016
Het Deens voetbalelftal speelde tien officiële interlands in het jaar 2016, waaronder vier duels in de kwalificatiereeks voor het WK voetbal 2018 in Rusland. De selectie stond onder leiding van de Noor Åge Hareide.  Hij liet dit jaar zes spelers debuteren in de nationale ploeg: Jens Stryger Larsen (Austria Wien), Jonas Lössl (EA Guingamp), Henrik Dalsgaard (SV Zulte Waregem), Frederik Rønnow (Bröndby IF), Kasper Dolberg (Ajax Amsterdam) en Christian Gytkjaer (Rosenborg BK). Op de in 1993 geïntroduceerde FIFA-wereldranglijst zakte Denemarken in 2016 van de 42ste (januari 2016) naar de 46ste plaats (december 2016).

## Balans
| Wedstrijden | Wedstrijden | Wedstrijden | Wedstrijden | Doelpunten | Doelpunten | Doelpunten | Punten |
| Gespeeld    | Winst       | Gelijk      | Verlies     | Voor       | Tegen      | Saldo      | Punten |
| ----------- | ----------- | ----------- | ----------- | ---------- | ---------- | ---------- | ------ |
| 10          | 5           | 2           | 3           | 21         | 10         | +11        | 1.200  |

## Interlands
|                                                               |                                             |       |                            |                                                                          |
| 24 maart Vriendschappelijk № 813 «onderlinge duels» 18:00 uur | Denemarken                                  | 2 – 1 | IJsland                    | MCH Arena, Herning Toeschouwers: 9.194 Scheidsrechter: Tore Hansen (NOR) |
| 24 maart Vriendschappelijk № 813 «onderlinge duels» 18:00 uur | Nicolai Jørgensen 50' Nicolai Jørgensen 54' |       | 90' Arnór Ingvi Traustason | MCH Arena, Herning Toeschouwers: 9.194 Scheidsrechter: Tore Hansen (NOR) |

|                                                               |                 |       |            |                                                                                    |
| 29 maart Vriendschappelijk № 814 «onderlinge duels» 21:00 uur | Schotland       | 1 – 0 | Denemarken | Hampden Park, Glasgow Toeschouwers: 18.385 Scheidsrechter: Svein Oddvar Moen (NOR) |
| 29 maart Vriendschappelijk № 814 «onderlinge duels» 21:00 uur | Matt Ritchie 8' |       |            | Hampden Park, Glasgow Toeschouwers: 18.385 Scheidsrechter: Svein Oddvar Moen (NOR) |

|                                                             |                                 |       |                                   |                                                                               |
| 3 juni Vriendschappelijk № 815 «onderlinge duels» 20:00 uur | Bosnië en Herz.                 | 2 – 2 | Denemarken                        | Toyotastadion, Toyota Toeschouwers: 14.001 Scheidsrechter: Ben Williams (AUS) |
| 3 juni Vriendschappelijk № 815 «onderlinge duels» 20:00 uur | Milan Đurić 52' Milan Đurić 83' |       | 22' Simon Kjær 41' Viktor Fischer | Toyotastadion, Toyota Toeschouwers: 14.001 Scheidsrechter: Ben Williams (AUS) |

|                                                             |           |                                                                                        |            |                                                                                 |
| 7 juni Vriendschappelijk № 816 «onderlinge duels» 20:00 uur | Bulgarije | 0 – 4                                                                                  | Denemarken | Suita City Stadium, Suita Toeschouwers: 14.223 Scheidsrechter: Ryuji Sato (JAP) |
| 7 juni Vriendschappelijk № 816 «onderlinge duels» 20:00 uur |           | 39' Morten Rasmussen 72' Christian Eriksen 74' Christian Eriksen 82' Christian Eriksen |            | Suita City Stadium, Suita Toeschouwers: 14.223 Scheidsrechter: Ryuji Sato (JAP) |

|                                                                  | |       |               |                                                                                          |
| 31 augustus Vriendschappelijk № 817 «onderlinge duels» 20:00 uur | Denemarken                                                                                         | 5 – 0 | Liechtenstein | CASA Arena Horsens, Horsens Toeschouwers: 8.004 Scheidsrechter: Þóroddur Hjaltalín (ISL) |
| 31 augustus Vriendschappelijk № 817 «onderlinge duels» 20:00 uur | Martin Jørgensen 30' Martin Jørgensen 33' Andreas Cornelius 49' Viktor Fischer 61' Jens Larsen 84' |       |               | CASA Arena Horsens, Horsens Toeschouwers: 8.004 Scheidsrechter: Þóroddur Hjaltalín (ISL) |

|                                                                             |                       |       |         |                                                                              |
| 4 september Kwalificatie WK 2018 Groep E № 818 «onderlinge duels» 18:00 uur | Denemarken            | 1 – 0 | Armenië | Parken, Kopenhagen Toeschouwers: 21.795 Scheidsrechter: Harald Lechner (AUT) |
| 4 september Kwalificatie WK 2018 Groep E № 818 «onderlinge duels» 18:00 uur | Christian Eriksen 17' |       |         | Parken, Kopenhagen Toeschouwers: 21.795 Scheidsrechter: Harald Lechner (AUT) |

|                                                                           |                                                                             |       |                                          |                                                                                        |
| 8 oktober Kwalificatie WK 2018 Groep E № 819 «onderlinge duels» 20:45 uur | Polen                                                                       | 3 – 2 | Denemarken                               | Nationaal Stadion, Warschau Toeschouwers: 56.811 Scheidsrechter: Gianluca Rocchi (ITA) |
| 8 oktober Kwalificatie WK 2018 Groep E № 819 «onderlinge duels» 20:45 uur | Robert Lewandowski 20' Robert Lewandowski 36' (pen.) Robert Lewandowski 47' |       | 49' (e.d.) Kamil Glik 69' Yussuf Poulsen | Nationaal Stadion, Warschau Toeschouwers: 56.811 Scheidsrechter: Gianluca Rocchi (ITA) |

|                                                                            |            |                   |            |                                                                                     |
| 11 oktober Kwalificatie WK 2018 Groep E № 820 «onderlinge duels» 18:00 uur | Denemarken | 0 – 1             | Montenegro | Telia Parken, Kopenhagen Toeschouwers: 20.582 Scheidsrechter: Alberto Undiano (ESP) |
| 11 oktober Kwalificatie WK 2018 Groep E № 820 «onderlinge duels» 18:00 uur |            | 31' Fatos Bećiraj |            | Telia Parken, Kopenhagen Toeschouwers: 20.582 Scheidsrechter: Alberto Undiano (ESP) |

|                                                                             |                                                                                               |       |                          |                                                                                |
| 11 november Kwalificatie WK 2018 Groep E № 821 «onderlinge duels» 20:45 uur | Denemarken                                                                                    | 4 – 1 | Kazachstan               | Telia Parken, Kopenhagen Toeschouwers: 18.901 Scheidsrechter: Alon Yefet (ISR) |
| 11 november Kwalificatie WK 2018 Groep E № 821 «onderlinge duels» 20:45 uur | Andreas Cornelius 20' Christian Eriksen 36' (pen.) Peter Ankersen 47' Christian Eriksen 90+2' |       | 17' Gafurzhan Suyumbayev | Telia Parken, Kopenhagen Toeschouwers: 18.901 Scheidsrechter: Alon Yefet (ISR) |

|                                                                  |                  |       |                       |                                                                                              |
| 15 november Vriendschappelijk № 822 «onderlinge duels» 20:30 uur | Tsjechië         | 1 – 1 | Denemarken            | Adidas Aréna, Mladá Boleslav Toeschouwers: 1.763 Scheidsrechter: Manuel Schüttengruber (AUT) |
| 15 november Vriendschappelijk № 822 «onderlinge duels» 20:30 uur | Antonín Barák 8' |       | 38' Nicolai Jørgensen | Adidas Aréna, Mladá Boleslav Toeschouwers: 1.763 Scheidsrechter: Manuel Schüttengruber (AUT) |

## FIFA-wereldranglijst
| JAN | FEB | MAR | APR | MEI | JUN | JUL | AUG | SEP | OKT | NOV | DEC |
| --- | --- | --- | --- | --- | --- | --- | --- | --- | --- | --- | --- |
| 42  | 40  | 40  | 41  | 41  | 38  | 44  | 44  | 46  | 50  | 46  | 46  |

## Statistieken
| Kasper Schmeichel     | 1986-11-05 | Leicester City      | 6  | 0 | 0 | 24 | 0 |
| Frederik Rønnow       | 1992-08-04 | Brøndby IF          | 4  | 0 | 0 | 4  | 0 |
| Jonas Lössl           | 1989-02-01 | 1. FSV Mainz 05     | 0  | 1 | 0 | 1  | 0 |
| Verdediging           |            |                     |    |   |   |    |   |
| Simon Kjær            | 1989-03-26 | Fenerbahçe          | 10 | 0 | 1 |    |   |
| Riza Durmisi          | 1994-01-08 | Fenerbahçe          | 10 | 0 | 0 | 17 | 0 |
| Andreas Christensen   | 1996-04-10 | Borussia M'gladbach | 8  | 0 | 0 |    |   |
| Peter Ankersen        | 1990-09-22 | FC Kopenhagen       | 6  | 2 | 1 |    |   |
| Jannik Vestergaard    | 1992-08-03 | Borussia M'gladbach | 5  | 3 | 0 |    |   |
| Henrik Dalsgaard      | 1989-07-27 | SV Zulte-Waregem    | 3  | 0 | 0 | 3  | 0 |
| Mathias Jørgensen     | 1990-04-23 | FC Kopenhagen       | 2  | 1 | 0 |    |   |
| Daniel Agger          | 1984-12-12 | Brøndby IF          | 2  | 0 | 0 |    |   |
| Andreas Bjelland      | 1988-07-11 | Brentford           | 2  | 0 | 0 |    |   |
| Jens Stryger Larsen   | 1991-02-21 | Austria Wien        | 1  | 1 | 1 | 2  | 1 |
| Daniel Wass           | 1989-05-31 | Celta de Vigo       | 1  | 1 | 0 |    |   |
| Erik Sviatchenko      | 1991-10-04 | Celtic              | 0  | 1 | 0 |    |   |
| Middenveld            |            |                     |    |   |   |    |   |
| Christian Eriksen     | 1992-02-14 | Tottenham Hotspur   | 9  | 0 | 6 |    |   |
| Pierre-Émile Højbjerg | 1995-08-05 | Southampton         | 8  | 0 | 0 |    |   |
| Thomas Delaney        | 1991-09-03 | FC Kopenhagen       | 5  | 4 | 0 |    |   |
| William Kvist         | 1985-02-24 | FC Kopenhagen       | 5  | 2 | 0 | 71 | 2 |
| Lasse Schøne          | 1986-05-27 | Ajax Amsterdam      | 1  | 4 | 0 |    |   |
| Mike Jensen           | 1988-02-19 | Rosenborg BK        | 1  | 1 | 0 | 4  | 0 |
| Lucas Andersen        | 1994-09-13 | Grasshopper Club    | 0  | 1 | 0 |    |   |
| Aanval                |            |                     |    |   |   |    |   |
| Nicolai Jørgensen     | 1991-01-15 | Feyenoord           | 7  | 1 | 5 |    |   |
| Viktor Fischer        | 1994-06-09 | Middlesbrough       | 7  | 0 | 2 |    |   |
| Yussuf Poulsen        | 1994-06-15 | RB Leipzig          | 4  | 3 | 1 |    |   |
| Morten Rasmussen      | 1985-01-31 | Aarhus GF           | 2  | 0 | 1 |    |   |
| Andreas Cornelius     | 1993-03-16 | FC Kopenhagen       | 1  | 2 | 2 |    |   |
| Martin Braithwaite    | 1991-06-05 | Toulouse FC         | 0  | 2 | 0 |    |   |
| Pione Sisto           | 1995-02-04 | Celta de Vigo       | 0  | 2 | 0 |    |   |
| Kasper Dolberg        | 1997-10-06 | Ajax Amsterdam      | 0  | 1 | 0 | 1  | 0 |
| Christian Gytkjær     | 1990-05-06 | Rosenborg BK        | 0  | 1 | 0 | 1  | 0 |
| Lasse Vibe            | 1987-02-22 | Brentford           | 0  | 1 | 0 |    |   |